# کانتارا (فیلم)
کانتارا (به انگلیسی: Kantara) فیلمی هندی محصول سال ۲۰۲۲ و به کارگردانی ریشاب شتی است. در این فیلم بازیگرانی همچون ریشاب شتی، کیشوره، آچیوث کومار و ساپتامی گودا ایفای نقش کرده‌اند.